# Perissomyrmex monticola
Perissomyrmex monticola is een mierensoort uit de onderfamilie van de Myrmicinae. De wetenschappelijke naam van de soort is voor het eerst geldig gepubliceerd in 1993 door De Andrade.